# Junta de Govern de Xile (1973)
La Junta de Govern (també coneguda com a Junta Militar) va ser un organisme que va assumir de facto el poder públic a Xile després del cop d'estat de l'11 de setembre de 1973 que va derrocar el govern constitucional de Salvador Allende. Primer va exercir el "comandament suprem de la nació" i, posteriorment, va exercir només les funcions constituent i legislativa. Es va mantenir en funcions fins a l'11 de març de 1990. Durant aquests 17 anys el règim polític fou una dictadura militar autoritària encapçalada per Augusto Pinochet, la qual va cometre importants crims contra els Drets Humans. Posteriorment, el mateix Pinochet seria jutjat per suposats crims contra la humanitat.
En constituir-se, estava integrada pel Comandant en Cap de l'Exèrcit, Augusto Pinochet Ugarte, el Comandant en Cap de la Força Aèria, Gustavo Leigh Guzmán i els autoproclamats Comandant en Cap de l'Armada i General Director de Carabiners, José Toribio Merino i César Mendoza Durán respectivament.
El 24 de juliol de 1978, el general Gustavo Leigh va ser destituït pels altres integrants de la junta i reemplaçat per Fernando Matthei Aubel, que va assumir la comandància de la Força Aèria, i el 2 d'agost de 1985 el general César Mendoza va renunciar a la Direcció de Carabiners, sent reemplaçat pel general Rodolfo Stange, que va passar a integrar per tant la junta. A més, el 1981, el general Pinochet va deixar de ser membre de la junta, d'acord amb la Constitució de 1980, que va establir en la seva norma transitòria catorzena què, atès que exercia alhora com a President de la República, no integraria la Junta de Govern i ho faria en el seu lloc, com a membre titular, l'oficial General d'Armes de l'Exèrcit que el seguís en antiguitat, encara que podia reemplaçar a aquest integrant en qualsevol moment.